# Die Deutsche Wochenschau

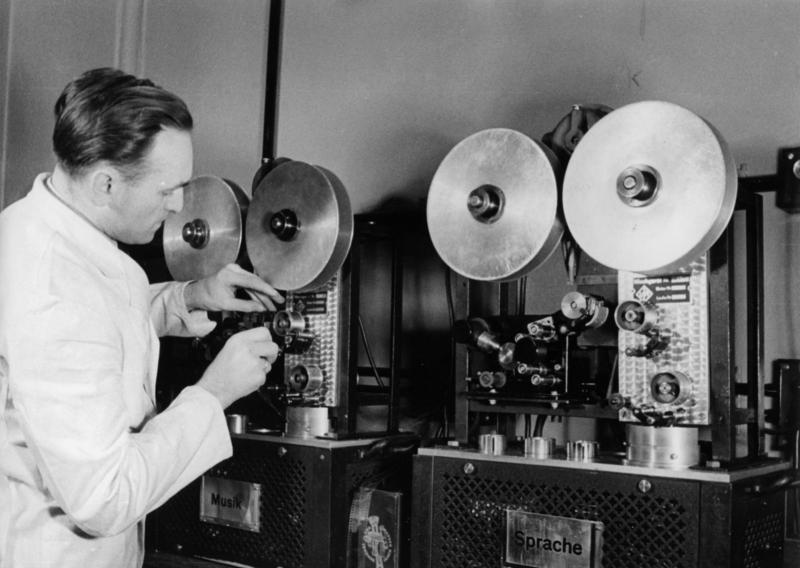
Montażownia Die Deutsche Wochenschau

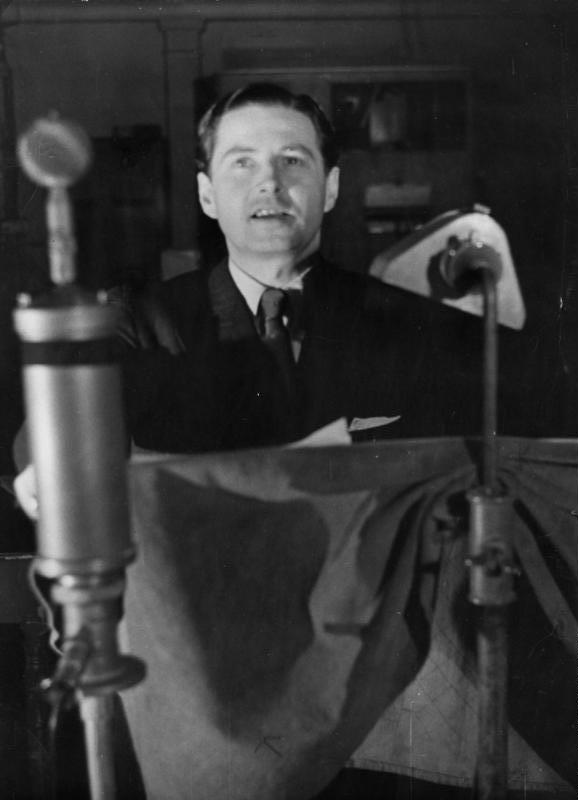
Harry Giese – lektor kroniki

Die Deutsche Wochenschau – niemiecka cotygodniowa kronika filmowa produkowana od 1940 do 1945 roku, w czasie II wojny światowej. Polskojęzyczną wersją niemieckiej kroniki był Tygodnik Dźwiękowy Guberni Generalnej.

## Historia
Po ataku na Polskę w 1939 roku naziści połączyli cztery istniejące kroniki (Ufa-Tonwoche, Deulig-Tonwoche, Tobis-Woche, Fox-Tönende Wochenschau) w jedną wojenną kronikę. Nie miała ona jednej wspólnej nazwy, lecz w napisach początkowych pojawiały się odpowiednio nazwy połączonych wcześniej kronik. W czerwcu 1940 roku pojawiła się wspólna nazwa Die Deutsche Wochenschau. Kronika pod tą nazwą ukazywała się do końca II wojny światowej. Stała się źródłem zdjęć dla późniejszych filmów, jak na przykład Wieczny Żyd i powojennych filmów dokumentalnych. Die Deutsche Wochenschau był także wyświetlany na terenach okupowanych i włączonych do III Rzeszy. Dla innych państw produkowano Auslandwochenschau, na przykład dla neutralnej Szwecji Ufa produkowało Auslandstonwoche.
Każdy odcinek kroniki był przeglądany przez Josepha Goebbelsa, a następnie przekazywany do osobistej akceptacji Adolfa Hitlera. Typowy odcinek przedstawiał zwykle licznych – martwych lub oddających się do niewoli – żołnierzy wroga, podczas gdy żołnierze Wehrmachtu rzadko wyglądali na choćby draśniętych. Nigdy, nawet po bitwie stalingradzkiej, nie pokazywano ciał zabitych Niemców ani jakichkolwiek treści, które mogłyby się kojarzyć ze zbliżającą się klęską. Ujęciom pikujących niemieckich bombowców nurkujących niezmiennie towarzyszył przeraźliwy dźwięk wyjących syren, po których następował odgłos eksplozji spadających bomb. Dlatego też z niemieckich kronik wojennych Szwajcarzy usuwali tego typu fragmenty, aby nie osłabiać morale własnej ludności. Za pomocą swoich kronik naziści wzbudzali strach i poczucie beznadziei, stwarzając wrażenie, że ich silnej, uzbrojonej i wyszkolonej armii nie sposób pokonać.

## Ważne odcinki
Wśród wielu godnych uwagi scen utrwalonych w kronice znajduje się bitwa o Normandię widziana z perspektywy niemieckiej. Oprócz tego zdjęcia ze spotkania Hitlera z Benito Mussolinim tuż po dokonanym na kanclerza Rzeszy zamachu 20 lipca 1944. Nagrania z drugiej połowy 1944 roku pokazują także walki oddziałów niemieckich w Warszawie w czasie powstania warszawskiego, oraz jego kapitulację. Jednym z ważniejszych jest fragment kroniki przedstawiający kapitulujących powstańców składających broń i wychodzących z Warszawy pod sztandarem biało-czerwonym. Wśród nagrań kroniki znajdują się także ostatnie zdjęcia Hitlera odznaczającego członków Hitlerjugend krótko przed bitwą o Berlin. Ostatni dokument kroniki Zdrajcy przed Sądem Ludowym pokazującym proces oskarżonych o zorganizowanie zamachu z 20 lipca nigdy nie został pokazany.

## Prawa autorskie
Większość filmów kroniki jest objęta prawami autorskimi. Obecnie prawa do nich posiada firma Transit Film GmbH z Niemiec. W Stanach Zjednoczonych prawa do nagrań z lat 1914–1940 wygasły w związku z nieuporządkowaniem w amerykańskich przepisach. Prawa autorskie zostały przywrócone w 1996 roku przez URAA (Uruguay Round Agreements Act) dla filmów wydanych po 1922 roku. Firma Transit Film powołała się na przepis „notices of intent to enforce” (NIEs) amerykańskiego urzędu do spraw praw autorskich. Dzięki temu firma może egzekwować przestrzegania praw autorskich od innych, którzy używali tych filmów zgodnie z prawem przed wejściem w życie URAA.